# 恆星自轉

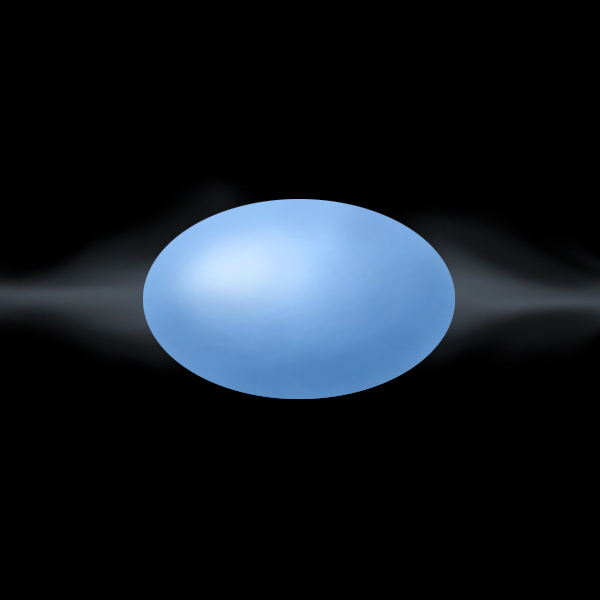
這張圖解顯示水委一在高速自轉下造成的扁圓形。

恆星自轉是恆星相對於軸的角運動，自轉的速率可以從恆星的光譜測量，或是經由表面明顯的特徵運動量測。
恆星自轉產生的離心力可以造成赤道隆起。如果恆星不是固體，便可以用不同的速度轉動，因此恆星赤道和高緯度可以有不同的角速度。自轉速率上的差異在恆星磁場發電機上也許是重要的角色。
恆星的磁場會與恆星風產生交互作用，當恆星風離開恆星會使恆星的角速度減慢。磁場與恆星風的交互作用對恆星的自轉產生制動，結果是恆星的角動量會轉移給恆星風，於是隨著時間的過去，恆星自轉的速率逐漸減慢。 

## 測量
除非是從恆星的極點方向觀察，表面的部分總會有朝向觀測者和遠離觀測者的部分，朝向觀測者方向運動的成分稱為徑向速度。表面運動的徑向速度朝向觀測者的比率量，由於都卜勒位移，輻射會轉移到更高的頻率。同樣的，徑向速度離開觀測者的區域輻射會轉移到較低的頻率。當恆星的吸收譜線被觀測到時，會向兩端位移造成譜線變寬。然而，要很小心的將這種變寬與其它造成譜線變寬的效應分離出來。

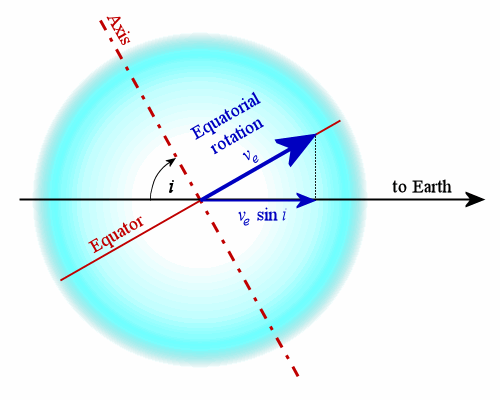
這顆恆星對地球上的觀測者視線傾斜的角度為i，在赤道的自轉速度為v_{e}。

徑向速度被觀測到的譜線變寬與自轉軸對估測者的傾斜角度有關，得到的測量值如下式：{\displaystyle v_{e}\cdot \sin i}，此處的ve是赤道的自轉速度，i是傾斜角度。但是i通常都無法得知，所以得到的是恆星自轉的最低速度。也就是說只要i不是直角，真實的速度就會大於{\displaystyle v_{e}\cdot \sin i}。有時這個速度也被稱為投影速度。
對巨星，大氣層的微擾流造成的譜線致寬會比自轉的效應大許多，會淹沒有效的訊號，不過可供選擇的方法還有重力微透鏡事件。當一個大質量的天體從距離更遠的天體前方通過時會呈現如透鏡般的效果，短暫的將影像放大。收集這種更詳細的影像訊息，可以將微亂流與自轉的效應區別出來。
如果恆星表面有磁場的活動，像是星斑，就可以追蹤這種特徵估計出自轉速度。但是這種特徵可以在赤道以外的表面形成，並且在它的生命期中可能橫越過不同的緯度，所以恆星的差異自轉可能造成測量上的變化。恆星磁場的活動經常與快速的自轉聯繫在一起，所以這種技術適用於高速自轉的恆星。對星斑的觀測顯示，當磁場改變了氣體的流程，這些特點能真實的呈現自轉率的變化。

## 物理效應

### 赤道隆起
恆星的自轉會在垂直自轉軸的方向上產生淨向心力，在極點上的向心力為0，所以沒有對抗重力的力，然而在赤道附近向心力不為0，會抵銷掉部分的重力。為了平衡赤道和極區在淨力上的差異，恆星的表面會沿著赤道向外凸起，並且使恆星成為扁球體，產生重力昏暗（Gravity darkening）現象。
一個極端的赤道凸起例證在獅子座αA被發現：測量到這顆恆星的赤道轉速為317 ± 3 公里/秒，這相當於15.9小時自轉一周，是讓這顆恆星分裂速度的86%，赤道半徑比極半徑大了32%。其他以高速自轉的恆星還有天壇座α、織女星、水委一和VFTS 102。
恆星的分裂速度是用來描述恆星在赤道上的向心力與重力相等的情況，恆星的自轉速度必須低於此值才會穩定。

### 差異自轉
如同太陽表面觀察到的，恆星表面也觀察到差異自轉，這是角速度隨著緯度的變化。典型的視角速度隨著緯度的增加而減少，但是也觀察到相反的現象，像是HD 31993。除了太陽之外，第一顆有差異自轉圖的恆星是劍魚座AB
。
導致差異自轉的機制是在恆星內部對流層的湍流，對流層經由電漿團塊的運動將能量攜帶至表面。這些電漿團塊也會攜帶一部分恆星的角速度，當湍流經由剪力和自轉產生時，角動量可能會經過子午圈環流重新分配到不同的緯度。
發電機理論認為造成自轉產生明顯的差異自轉界面也是引起恆星磁場的地點，也是恆星自轉分配和磁場之間產生複雜的交互作用的界面，將磁場的能量轉換為動能，改變了速度的分配。

## 自轉制動
恆星的形成相信是經由氣體和塵埃組成的低溫雲氣重力塌縮。當雲氣塌縮時，角動量守恆使得雲氣中任何微小的淨自轉增加，驅使物質成為一個旋轉的盤面。在密集的盤面中心形成了原恆星，並從塌縮的重力位能獲得熱能。
當塌縮繼續進行時自轉速率會隨著增加，共同生長的原恆星會因為向心力而在赤道產生分裂。因此恆星的自轉在最初的100,000 年必須受到抑制，以避免這種情況的發生。一種可能的解釋就是原恆星的磁場與 恆星風交互作用的抑制，擴展的恆星風將角動量帶走，自轉速率降低而使原恆星免於崩潰。
| 恆星 分類 | ve (km/s) |
| --------- | --------- |
| O5        | 190       |
| B0        | 200       |
| B5        | 210       |
| A0        | 190       |
| A5        | 160       |
| F0        | 95        |
| F5        | 25        |
| G0        | 12        |

多數主序帶上分類在O5至F5之間的恆星都被發現快速的自轉。在這範圍內的恆星，測量到的自轉速度隨質量而增加，年輕恆星自轉速率的增加尖峰出現在大質量的B-型恆星。如同恆星的壽命隨著質量的增加而縮短，自轉速度可以解釋成隨著恆星的年齡而減緩。
對主序帶的恆星，自轉速度的衰減可以用一個數學式得到近似的關聯：
{\displaystyle v_{e}\propto t^{-{\frac {1}{2}}}}
此處ve是在赤道的角速度，t 是恆星的年齡。這個關係式稱為Skumanich's law，是Andrew P. Skumanich在1972年發現的，迴轉年代學(Gyrochronology) 就是建立在恆自轉的速度上測量恆星年齡的新方法。
恆星經由光球層吹出的恆星風緩慢的損失質量，恆星的磁場則在拋出的物質上施加扭矩，造成角動量從恆星平穩的流失。恆星的自轉速度以15公里/秒為一個級距，質量的流失就會加快，而自轉減緩的速率就會增加。由於這種煞車的作用使得恆星的自轉減慢，角動量的減少也會趨緩。在這樣的情況下，恆星的自轉會逐漸趨近，但永遠不會達到，自轉速度為0的情況。

## 密近聯星系統
密近聯星系統是兩顆彼此互繞的恆星其平均距離與它們的直徑在相同數量級的。在這樣的距離，會發生更複雜的交互作用，例如潮汐力的影響、質量的轉換、甚至相互的碰撞。密近聯星的潮汐交互作用可能導致晷到參數的改變。系統的角動量是守恆的，但是角動量可以在公轉週期和自轉速率之間調整。
密近聯星系統的每個成員可以通過引力提高潮汐力與伴星的交互作用。然而，隆起會使引力的方向稍有不對齊，因此引力會對隆起產生轉距，造成角動量的轉移。這會導致系統的發展趨向穩定，然而他只是接近穩定的平衡。在自轉軸不垂直於軌道平面的情況下，效果會變得更加複雜。
對於密接或半密接的聯星，質量從一顆恆星轉移至其伴星時，也會導致角動量的重大轉移。增生的伴星自轉速度可以達到其臨界值，並開始沿著赤道失去質量。

## 簡併星
恆星 在經歷過熱核融合產生能量之後，演變成一顆更加緊緻、簡併的狀態。在這過程中，恆星的尺寸大為縮減，這可能會在角速度導致相對應的增加。

### 白矮星
白矮星所擁有的是其生命早期材料經過熱核融合的副產品，但缺乏足夠的質量再燃燒掉的物質，所組成的一顆恆星。它是一個結構緊湊，由量子力學效應所謂的電子簡併壓力支撐，使它不會再進一步坍塌。大多數的白矮星一般都會低速率的自轉，最有可能是作為旋轉制動的結果，或是當母恆星的外層脫離時，角動量一起散逸掉了（參見行星狀星雲）。
緩慢旋轉的白矮星質量不能超過1.44太陽質量的錢德拉塞卡極限，而不會塌縮成為一顆中子星或是爆炸成為一顆Ia型超新星。一旦白矮星達到這個質量，無論是透過吸積或是碰撞，重力就會超過電子簡併施加的壓力。如果白矮星轉動得很快速，則有效的重力在赤道會被減少，從而使白矮星的質量可以超過錢德拉塞卡極限。這樣的轉速是可能達到的，例如角動量經由吸積轉移造成這種快速旋轉的結果。

### 中子星

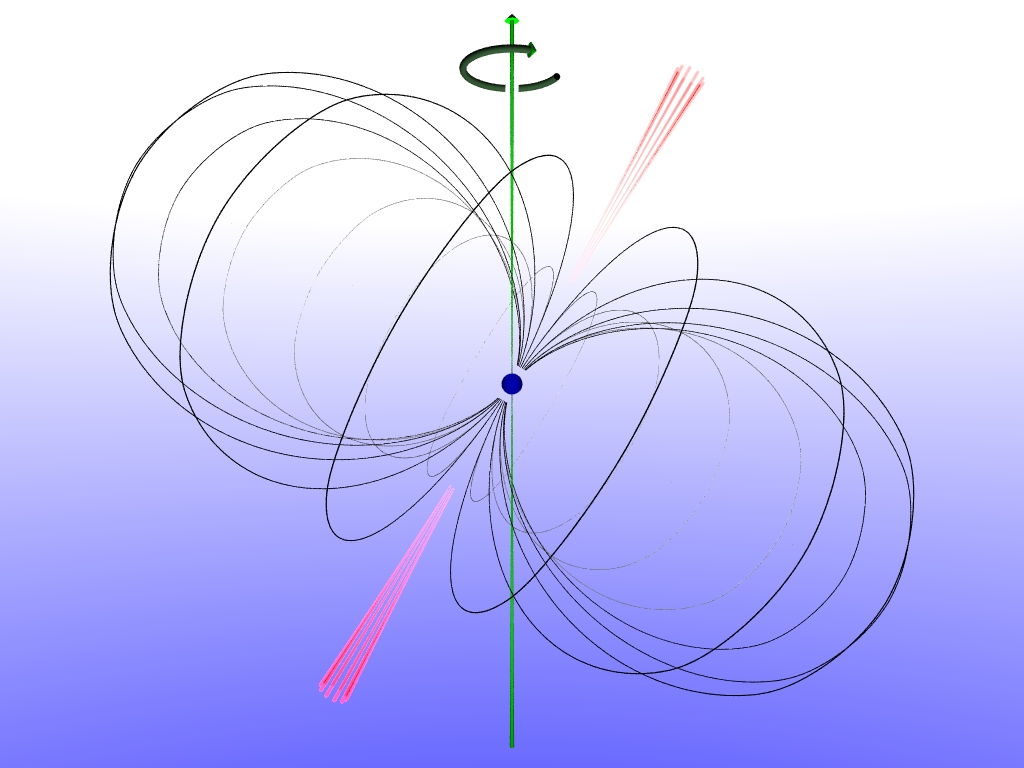
中子星（中心）會從磁極射出一束輻射，這一束輻射會隨著自轉沿著一個圓錐曲面掃掠。

中子星是一個主要由中子 －不帶電荷，在大多數原子核中都可以找到的粒子－ 構成的高密度恆星殘骸，質量範圍在1.2至2.1太陽質量之間。由於星塌縮的結果，新誕生的中子星可以有極高的轉速：約為每秒100轉。
波霎是有磁場並且自轉的中子星，一束狹窄的電磁輻射會從旋轉中的波霎磁極發出。如果掃掠的波束方向經過太陽系，則從地球可以檢測到週期性的電磁脈衝。能量的輻射會逐步的減慢旋轉的速率，所以老邁脈衝星的每個脈衝間隔可以長達數秒鐘。

### 黑洞
黑洞是一個引力場強大到足以防止光線逃脫的天體。當它們經由旋轉的質量塌縮形成時，它們保留了所有的角動量，而沒有隨著彈出的氣體散逸出去。這樣的旋轉導致形成扁平橢球體的空間體積，稱為"動圈（ergosphere）"，與黑洞一起拖動周圍的空間。落入這個體積內的質量經由這個過程會獲得極大的能量，並且一部分的質量會被彈出而不會落入黑洞之中。當這些質量被彈出時，黑洞會失去一些角動量（潘羅斯過程）。曾經測量到的黑洞自轉速度高達光速的98.7% 。

## 外部連結
- Staff. . ETH Zentrum. February 28, 2006  [2007-06-26]. （原始内容存档于2008年3月16日）.